# The Sweetest Days
The Sweetest Days — третий студийный альбом певицы Ванессы Уильямс, вышел 6 декабря 1994 года и по мнению критиков является одной из лучших её работ. В альбоме собраны как и R&B, так и поп-джазовые синглы.
Композиции «The Way That You Love» и «You Can’t Run» были номинированы на 1996 Grammy Awards в категории Grammy Award for Best Female R&B Vocal Performance и Best R&B Song.

## Список композиций
- «Intro-Lude»
- «The Way That You Love»
- «Betcha Never»
- «The Sweetest Days»
- «Higher Ground»
- «You Don’t Have to Say You’re Sorry»
- «Ellamental»
- «Sister Moon»
- «You Can’t Run»
- «Moonlight Over Paris»
- «Constantly»
- «Long Way Home»
- «Love Is» (Дуэт с Brian McKnight) (Japanese bonus track)
- «Colors of the Wind» (Japanese bonus track)

## Чарты

### Альбом
| Чарт                  | Место |
| --------------------- | ----- |
| German Album Charts   | 74    |
| U.S. Billboard 200    | 57    |
| U.S. R&B Album Charts | 25    |

| Годовой чарт (1995)    | Место |
| ---------------------- | ----- |
| U.S. Billboard Hot 100 | 75    |

### Синглы
| 1993 | «Love Is» (duet with Brian McKnight) | 3  | 55 | — | 1 | —  | 49 |
| 1994 | «The Sweetest Days»                  | 18 | 40 | — | 3 | 41 | 47 |
| 1995 | «The Way That You Love»              | 67 | 23 | 6 | — | 52 | —  |
| 1995 | «Colors of the Wind»                 | 4  | 53 | — | 2 | 21 | 16 |
| 1995 | «You Can’t Run»                      | —  | 40 | — | — | —  | —  |
| 1995 | «Higher Ground»                      | —  | —  | — | — | —  | —  |
| 1995 | «Betcha Never»                       | —  | —  | — | — | —  | —  |